# Élections municipales de 1977 dans l'Aisne
Les élections municipales françaises de 1977 ont eu lieu les 13 et 20 mars 1977. Le département de l'Aisne comptait 816 communes, dont 14 de plus de 3 500 habitants où les conseillers municipaux étaient élus selon un scrutin de liste avec représentation proportionnelle.

## Maires élus
Les maires élus à la suite des élections municipales dans les communes de plus de 3 500 habitants sont :
| Communes             | Population | Maire sortant      | Parti   | Parti   | Maire élu          | Parti   | Parti   |
| -------------------- | ---------- | ------------------ | ------- | ------- | ------------------ | ------- | ------- |
| Saint-Quentin        | 67 243     | Jacques Braconnier |         | RPR     | Daniel Le Meur     |         | PCF     |
| Soissons             | 30 009     | Jean Guerland      |         | UDF     | Bernard Lefranc    |         | PS      |
| Laon                 | 27 914     | Guy Sabatier       |         | RPR     | Robert Aumont      |         | PS      |
| Château-Thierry      | 13 491     | André Rossi        |         | UDF     | André Rossi        |         | UDF     |
| Chauny               | 14 405     | Yves Brinon        |         | UDF     | Yves Brinon        |         | UDF     |
| Tergnier             | 11 736     | Norbert Cerf       |         | UDF     | Norbert Cerf       |         | UDF     |
| Hirson               | 11 986     | Raymond Mahoudeaux |         | PCF     | Raymond Mahoudeaux |         | PCF     |
| Villers-Cotterêts    | 8 949      | Charles Baur       |         | UDF     | Charles Baur       |         | UDF     |
| Bohain-en-Vermandois | 7 513      | Bernard Robert     |         | DVD     | Yvan Rojo          |         | PCF     |
| Gauchy               | 5 663      | Serge Monfourny    |         | PCF     | Serge Monfourny    |         | PCF     |
| Guise                | 6 642      | Jean Husson        |         | DVD     | Daniel Cuvelier    |         | PS      |
| Belleu               | 3 606      | Inconnu            | Inconnu | Inconnu | Inconnu            | Inconnu | Inconnu |
| Saint-Michel         | 4 155      | Maurice Brugnon    |         | PS      | Maurice Brugnon    |         | PS      |
| Fresnoy-le-Grand     | 3 729      | Marcel Lesur       |         | DVD     | Marsel Lesur       |         | DVD     |

### Résultats en nombre de maires
| Partis       | Partis                             | Maires sortants | Maires élus | Évolution |
| ------------ | ---------------------------------- | --------------- | ----------- | --------- |
|              | Parti communiste français          | 2               | 4           | 2         |
|              | Parti socialiste                   | 1               | 4           | 3         |
| Total gauche | Total gauche                       | 3               | 8           | 5         |
|              | Union pour la démocratie française | 5               | 4           | 1         |
|              | Divers droite                      | 3               | 1           | 2         |
|              | Rassemblement pour la République   | 2               | 0           | 2         |
| Total droite | Total droite                       | 10              | 5           | 5         |
| Total        | Total                              | 13              | 13          | -         |

## Résultats dans les communes de plus de3 000 habitants

### Laon
- Maire sortant : Guy Sabatier (UNR puis RPR) 1965-1977
- Maire élu: Robert Aumont (PS) 1977-1983

Résultats
- Premier tour

|               | Liste                             | Résultats | Sièges           |
| Robert Aumont | Union de la gauche (PS-PCF)       | 54,07 %   | 27 (PS 18, PC 9) |
| Guy Sabatier  | Liste de la Majorité (RPR-CDS-RI) | 45,92 %   |                  |

### Saint-Quentin
- Maire sortant :Jacques Braconnier (RPR) 1966-1977
- Maire élu: Daniel Le Meur (PCF)

|                 | Daniel Le Meur      | Union de la gauche (PCF-PS) | 15 971 | 52,01  | 37 (19 PCF, 14 PS, 3 DVG, 1 PSU) | 37 |
|                 | Jacques Braconnier* | RPR-UDF                     | 14 739 | 47,99  | 0                                | 37 |
|                 |                     |                             |        |        |                                  |    |
| Exprimés        | Exprimés            | Exprimés                    | 30 710 | 97,04  |                                  |    |
| Blancs et nuls  | Blancs et nuls      | Blancs et nuls              | 937    | 2,96   |                                  |    |
| Total           | Total               | Total                       | 31 647 | 82,57  |                                  |    |
| Abstention      | Abstention          | Abstention                  | 6 681  | 17,43  |                                  |    |
| Inscrits        | Inscrits            | Inscrits                    | 38 328 | 100,00 |                                  |    |
| * maire sortant |                     |                             |        |        |                                  |    |